# 政井マヤ
政井 マヤ（まさい マヤ、1976年6月2日 - ）は、日本のフリーアナウンサー。元フジテレビアナウンサー。

## 来歴・人物
メキシコ合衆国チワワ州生まれ。「マヤ」の名前は、マヤ文明からとられたもの。父親がスペイン系メキシコ人で母親が日本人のハーフ。
母親はメキシコの大学で博士号を取り、国際関係を学んでいた。父親はメキシコの貧困層の健康改善に取り組んだ医師で、伯父も医師だった。
2歳の時にスキーからの帰り道での交通事故で両親を亡くし、兵庫県神戸市に住む母方の伯母夫婦のもとで育てられた。2歳年上の兄が1人いる。
愛徳学園中学校・高等学校卒業。中学・高校を通じて点字クラブに所属、点訳が出来る。
1995年、上智大学文学部社会学科入学。
1997年よりスペイン語を学ぶため、大学を休学して1年間メキシコに留学。1か月半、ニューヨークに短期留学した経験もある。学芸員資格を所持している。
2000年4月にフジテレビ入社。同期に、梅津弥英子（出口敬生プロデューサー夫人）・千野志麻（2005年12月退社）がいる。取材現場にも赴き、報道からバラエティー番組までこなすアナウンサーとして活動。
2007年3月15日、俳優前川泰之と結婚。同年8月より産休に入り、9月20日に第1子となる女児を出産、9月末でフジテレビを退社。2011年3月19日に第2子となる男児を出産。2016年12月22日に第3子妊娠を発表。2017年4月27日、前川のブログを通じて、第3子男児の出産を報告。
2008年4月25日放送の『タモリ倶楽部』（テレビ朝日）で、フジテレビ以外のテレビ番組に初出演。
2011年6月末日をもって株式会社ハーモニープロモーションとの業務提携を終了後、夫の所属事務所であるオスカープロモーションに移籍。
2014年、「日メキシコ交流年」親善大使として外務省より委嘱された（委嘱期間 2014年1月1日 - 31日まで）。
2020年10月18日、オスカープロモーションを退社していたことが報じられる。 仕事依頼用のサイト「MAYA MASAI Official website」を立ち上げ。
2023年10月からは在住先の神奈川県茅ヶ崎市に於いて開局したコミュニティFM局「茅ヶ崎エフエム」のパーソナリティを務める。

## エピソード
- 出生地メキシコへの留学経験もあり、スペイン語が堪能である。
- アーティスティックスイミング歴6年で、前日本代表コーチ・井村雅代の指導を受けたが、同い年の武田美保を見て「私には無理だな」と挫折したという。後に井村とは映画『ウォーターボーイズ』関連番組で対面が実現した。
- 自身の祖父母が神奈川県茅ヶ崎市在住だった縁もあり、家族で茅ヶ崎へ移住している[11]。

## 現在の担当番組
- エボラジFRIDAY!（茅ヶ崎エフエム、2023年10月6日 - 、パーソナリティ[12][13][14]）

## フジテレビ時代の担当番組
- 土曜LIVE ワッツ!?ニッポン
- こたえてちょーだい!（2005年7月25日～9月） - アシスタント
- 森田一義アワー 笑っていいとも!（2000年・水曜日／2002年4月 - 9月・月曜日） - テレフォンアナウンサー
- F2 - 月曜担当
  - F2-X - 水曜担当
- FNNスーパーニュース - フィールドキャスター
- 発掘!あるある大事典II（関西テレビ放送制作、捏造問題により打ち切り）
- 晴れたらイイねッ!Let'sコミミ隊（不定期）
- 世にも奇妙な物語秋の特別編「バーゲンハンター」（2000年10月4日）
- 草彅・おすぎとピーコの女子アナスペシャル（2001年 - 2007年）
- 笑っていいとも!春の祭典スペシャル（2002年4月8日） - 「笑っていいとも!」チームとして参加
- クイズ!スパイ2/7（2005年）
- さんま・玉緒・美代子の知ってた?!こんなメキシコの旅（2005年9月20日） - 現地案内人
- FNS27時間テレビめちゃ×2オキてるッ!楽しくなければテレビじゃないじゃ〜ん!!（2004年7月24日） - 「真夜中の大かま騒ぎ」サプライズゲスト
- 第43回新春かくし芸大会（2006年1月1日） - 大奥三味線
- カスペ! 「世界おもしろ珍メダル バカデミービデオ大賞」シリーズ（2006年2月21日・9月19日、2007年3月6日・9月4日）
- クイズ$ミリオネア（2006年7月6日放送）
- 熱血!平成教育学院（2007年2月25日放送分）
- うまッチ! - ナレーター
- リュールな時 - ナレーション
- 空飛ぶ!爆チュー問題（フジテレビ721）
- チルドレンタイムSP KIDSワークショップ（フジテレビ721）

## フリー転向後の主な出演番組
- スポーツリアルトーク（ニッポン放送、2008年3月31日 - 2011年4月1日、『上柳昌彦 ごごばん!』内で17:31頃〜放送）
- atre ライフソムリエ（TOKYO FM、2009年4月3日 - 2010年3月26日?、毎週金曜 18:00〜）
- ザ・政治闘論（日経CNBC、2009年5月11日 - 2012年7月9日[15]、毎月第2月曜 20:30放送）
- 世界おもしろ珍メダルバカデミービデオ大賞（フジテレビ、2008年3月15日・9月21日、2009年1月6日・4月14日・6月9日）
- タモリ倶楽部（テレビ朝日、2008年4月25日）
- クイズプレゼンバラエティー Qさま!!（テレビ朝日、2009年6月29日）
- 魅惑のフルーツ 世界柿ロード（TVQ九州放送製作・テレビ東京、2010年2月13日） - ナレーション・リポーター
- 天才をつくる!ガリレオ脳研（2010年10月23日、テレビ朝日） - ゲスト回答者。かつてのフジテレビアナの千野志麻、大坪千夏、岩瀬惠子、有賀さつきと出演。
- なるほど!マネーの選択 資産づくり最前線（テレビ東京、2011年10月30日） - 進行
- NHK高校講座 世界史　(NHK Eテレ)
- BSニュース 日経プラス10（BSジャパン、2013年4月1日 - 2014年3月25日、月・火曜日総合キャスター）
- 素晴らしい明日（BS-TBS、2018年 - ）

## CM出演
- フォルクスワーゲン 「ゴルフ」（2014年）
- ちふれ化粧品（2015年）
- キリンビール「一番搾り」（2021年）